# Ron Glass
Ronald Earle "Ron" Glass (Evansville, Indiana; 10 de julio de 1945 - Los Ángeles, California; 25 de noviembre de 2016) fue un actor estadounidense. Se hizo conocido principalmente por sus papeles como Ron Harris en la sitcom Barney Miller (1975–1982) y como el pastor Derrial Book en la serie televisiva de ciencia ficción Firefly y la película Serenity (2005), realizada como secuela de la serie.

## Carrera
Debutó en los escenarios en el Guthrie Theater en Minneapolis, Minnesota, antes de mudarse a Hollywood. Sus primeras apariciones en televisión incluyen episodios de Sanford and Son en 1972, un episodio de All in the Family en 1973 y episodios de Good Times en 1974. En 1975 consiguió el papel del detective Ron Harris en Barney Miller, serie que duró hasta 1982. La temporada siguiente, Glass también coprotagonizó con Demond Wilson el remake de The Odd Couple, llamada The New Odd Couple.
En 1992, coprotagonizó la breve sitcom Rhythm and Blues. En 1996, obtuvo el papel de Roland Felcher en la sitcom de la NBC Mr. Rhodes. En 1999, apareció en un episodio de Friends, haciendo de abogado de Ross Geller para su divorcio, Russell.
Desde entonces Glass ha aparecido en docenas de series de televisión, tales como Family Matters, Teen Angel, Star Trek: Voyager (en el episodio "Nightingale") y en la serie Firefly (2002), con el papel de Derrial Book, un predicador cristiano con un pasado misterioso. Glass retomó el papel de Firefly en la película Serenity (2005). En 2008 apareció en la película Lakeview Terrace junto a Samuel L. Jackson, e interpretó el papel de Duncan en la versión estadounidense de Death at a Funeral (2010). Entre 2013 y 2014, Glass apareció en dos episodios de la serie Agents of S.H.I.E.L.D.

## Fallecimiento
Ron Glass falleció el 25 de noviembre de 2016 en Los Ángeles, California, a los 71 años.